# 사라의 열쇠
사라의 열쇠(Elle S'appelait Sarah, Sarah's Key)는 프랑스에서 제작된 질스 파겟-브레너 감독의 2010년 드라마 영화이다. 크리스틴 스콧 토마스 등이 주연으로 출연하였고 스테판 마르실 등이 제작에 참여하였다.

## 출연

### 주연
- 크리스틴 스콧 토마스
- 멜루신 메이얀스

### 조연
- 닐스 아르스트럽
- 프레드릭 피에롯
- 미첼 듀차우소이
- 도미니크 프로트
- 지젤 카사드서스
- 에이단 퀸
- 아르벤 바이락타라이
- 조지 버트
- 샤롯 푸트렐
- 제임스 제라드
- 프레드릭 피에롯
- 지젤 카사드서스
- 조셉 레즈윈
- 케이트 모란
- 폴 머시어
- 사이몬 에인
- 줄리 푸르니에
- 조안나 멀린
- 클로딘 액스
- 앨리스 세인트 클레어
- 스테파니 게스넬
- 멜린다 웨이드
- 킬리 리델
- 브룩 리델
- 자크 치락

## 제작진
- 미술: 프랑수아 듀페튜스
- 배역: 그웬데일 슈미츠
- 배역: 리나 토드